# Изюмский, Борис Васильевич
Борис Васильевич Изю́мский (1915—1984) — советский русский писатель, член Союза писателей СССР, член ВКП(б) с 1946 года. Заслуженный работник культуры РСФСР (1975), почётный гражданин г. Волгодонска.

## Биография
Родился 21 февраля (6 марта) 1915 года в Царицыне (ныне Волгоград) в семье учителя. Родители, мать Анна Борисовна и отец, Василий Иванович познакомились в редакции царицынской газеты. Там отец работал корректором, а мать занималась рецензированием рукописей, печатала стихи. В 1917 году семья переехала в Таганрог.
Детство и юношеские годы Б. Изюмского прошли в Таганроге. Его отец в 1928 году был сослан в Каргополь. Там он сводил концы с концами, делая на продажу табуретки. В 1937 году был вновь арестован, объявил голодовку и умер в 55 лет.
Борис Изюмский учился в таганрогских школах № 2 имени А. П. Чехова и № 16. Жили на заработки матери, которая занималась репетиторством на дому. В 9 лет пробовал писать пьесу, потом сочинял роман, в котором описывал своих друзей по двору. После окончания девяти классов школы в 15 лет стал кормильцем семьи — его мама тяжело заболела.
Работал грузчиком, затем токарем на инструментальном заводе. Задумавшись о продолжении образования, поступил и вскоре бросил авиационный техникум, занимался на курсах конструкторов — чертёжников. По путёвке завода был направлен на учёбу на исторический факультет Ростовского педагогического института. Был исключён из института и из комсомола за участие в организации литературного вечера поэта Валентина Вартанова, позднее арестованного как врага народа. Чуть позже был восстановлен ввиду явной нелепости основания для исключения. Публиковался в местной газете. Писал фельетоны и стихи, подписывая их псевдонимом КарандАш.
Окончив исторический факультет, преподавал в школах Ростова. Посещал занятия литгруппы при доме медработников, где читал свои стихи юный Солженицын. В 1941 году добровольцем ушёл на фронт. Служил в кавалерии, артиллерии, командовал стрелковой ротой. В 1942 году в бою за Абганерово заменил погибший расчёт орудия и прямой наводкой подбил танк, при этом был ранен и контужен. В 1943 году в боях за Мелитополь снова получил тяжёлую рану и контузию. После излечения демобилизован и в 1944 году направлен в Новочеркасское суворовское училище преподавателем истории, логики и психологии, где проработал до 1951 года.
В 1953—1956 годах жил в Новочеркасске. В 1956 году посетил Новгород, где в областной библиотеке встречался с читателями.
Последние годы жил в Ростове-на-Дону в бывшем доме Аматуни, был секретарём правления Ростовской областной писательской организации, депутатом Ростовского городского Совета народных депутатов, собирал редкие книги.
Умер 6 сентября 1984 года, похоронен в Ростове-на-Дону.
На надгробный памятник Борису Васильевичу Изюмскому в месте его захоронения прикреплён мемориальный знак в виде суворовского погона. Установка этого знака проведена в рамках акции Общероссийской общественной организацией «Российское кадетское братство» членами Ростовского регионального отделения.

### Творчество
Печататься начал с 1936 года. Первый сборник рассказов «Раннее утро» вышел в 1946 году, через два года была напечатана его повесть «Алые погоны», которая принесла автору известность. В 1953 году на киностудии Ленфильм вышел фильм по повести «Алые погоны». Премьера состоялась 30 декабря 1953 года. Фильм имел название «Честь товарища», он имел в России большой успех. Его посмотрели около 20 млн зрителей. В фильме рассказывается о становлении характеров будущих командиров Красной Армии.
Борис Изюмский был автором исторических повестей — «Тимофей с Холопьей улицы» (о жизни Великого Новгорода XIII века), «Бегство в Соколиный бор» (опубликована в сборнике «Девичья гора»), «Град за Лукоморьем», «Зелен-камень». Его повесть «Нина Грибоедова» посвящена истории любви Нины Грибоедовой, жены Александра Сергеевича Грибоедова.
За свой роман «Плевенские редуты» об освобождении Болгарии в русско-турецкой войне писатель был награждён орденом «Кирилла и Мефодия».
Б. Изюмский писал также статьи о жизни и творчестве донских писателей и поэтов В. А. Закруткина, П. В. Лебеденко, Ю. А. Дьяконова, А. А. Рогачёва, К. В. Русиневича, В. С. Моложавенко, И. М. Юдовича и других.
Творчество Изюмского многопланово и многожанрово.

## Память

Памятная доска в Ростове-на-Дону

- В Ростове-на-Дону на доме, где жил писатель, установлена памятная доска.
- В Новочеркасске на доме по пр. Баклановскому, 15 имеется мемориальная доска, где указано: «В этом доме в 1953—1956 годах жил советский писатель Борис Васильевич Изюмский (1915—1984)»[9].

## Награды и звания
- орден Красной Звезды (6.11.1945)
- медали
- Орден «Кирилл и Мефодий» (Болгария)[10].
- Заслуженный работник культуры РСФСР (15 октября 1975)
- Почётный гражданин Волгодонска.

## Произведения
- Алые погоны, 1948—1954;
- Ханский ярлык, 1952;
- Девичья гора (сборник), 1961, 1963;
- Девять лет, 1966 (книга первая: «Море для смелых», книга вторая: «Леокадия Алексеевна»)
- Нина Грибоедова, 1970;
- Плевенские редуты, 1976.
- Бегство в Соколиный бор
- Соляной шлях
- Град за лукоморьем
- Тимофей с Холопьей улицы
- Зелен-камень, 1985.
- От марта до марта: Повесть о Георгии Димитрове, 1985.
- Путь к себе. Отчим, 1979.
- Дальние снега.
- Спутник мой незримый, 1981.
- Призвание, 1965.
- Небо остается, 1984.

## Фильмография
- «Честь товарища», 1953, СССР, «Ленфильм». По повести «Алые погоны». Режиссёр Н. Лебедев.
- «Алые погоны» (3 серии), 1980, СССР, Киностудия им. Довженко. По мотивам романа «Алые погоны». Режиссёр Олег Гойда.